# Bradina albimaculalis
Bradina albimaculalis là một loài bướm đêm trong họ Crambidae.